# Khadíjih-Bagum
Khadíjih-Bagum (Perzisch: خدیجه بیگم) was de vrouw van de Báb en de dochter van Haji Mirza 'Ali, de oom van de moeder van de Báb. Ze trouwden in augustus 1842. Zij had twee broers, Haji Mirza Abu'l-Qasim en Haji Siyyid Mirza Hasan. De afstammelingen van deze twee zwagers van de Báb, samen met de nakomelingen van zijn ooms van zijn moeders kant, staan bekend als de Afnán (de twijgen). In 1846 liet de Báb al zijn eigendommen na aan zijn moeder en aan zijn vrouw.

## Bron
- Smith, P. (1999). A Concise Encyclopedia of the Bahá'í Faith. Oneworld Publications, Oxford, UK. ISBN 1851681841.